# Studienbüro für Spezialflugzeuge SB-5
Das Schweizer Bergflugzeug SB-5 war ein Entwicklungsprojekt des Schweizer Studienbüro für Spezialflugzeuge (SBSF) an der ETH Zürich, welches aber nicht in eine konstruktive Phase überging. 

## Geschichte
Im Jahr 1938 vergab das eidgenössische Luftamt einen Auftrag zum Bau eines Flugzeuges, mit welchem die Voraussetzungen für die aviatische Nutzung des Berggebietes abgeklärt werden sollten. Das dafür an der ETH gegründete Studienbüro für Spezialflugzeuge schlug dem Luftamt im November 1940 vor, den zweiten Vorschlag ihres „Langsamflugzeugs“ zu bauen, das SB-2. Das Luftamt erlaubte dem Studienbüro 1941, für den Bau des Sonderflugzeuges einen Vertrag mit dem noch jungen Unternehmen Pilatus Flugzeugwerke abzuschliessen.
Dieses in einem Exemplar realisierte „Schweizer Bergflugzeug“ war der Ausgangspunkt für die Planung einer grösseren Version für 9 Passagiere, des SB-5.
In den Quartalsberichten der Schweizerischen Flugtechnischen Vereinigung, welcher das Studienbüro ab dem Jahr 1944 unterstand, wurde im ersten Quartal 1944 «V2 (interne Maschine) Erste Entwicklungsarbeiten, Entwurf SB-5» erwähnt und im dritten Quartal «5/V2 Neuentwurf SB-5, Entwurfsarbeiten». Im vierten Quartal 1944 erwähnte der entsprechende Bericht «5 Zubringerflugzeug SB-5, Entwurfsarbeiten» und im ersten Quartal 1945, dass die Arbeiten vorläufig abgeschlossen worden seien.

## Konstruktion
Der Entwurf des SB-5 sollte wie die SB-2 als ein einmotoriger Schulterdecker über ein starres Bugradfahrwerk verfügen.
Im Unterschied zur SB-2 wurde der Flügel ohne Pfeilung geplant und bestand der Antrieb aus einem Cyclone-Sternmotor anstelle des Wasp-Junior-Motors sowie einem Dreiblattpropeller anstelle des Zweiblattpropellers der SB-2. In der Kabine sollten neun Personen Platz finden, sechs auf Zweierbänken backbordseitig und drei auf Sitzen steuerbordseitig des schmalen Ganges, der Gepäckraum wäre entsprechend grösser ausgefallen.

### Ausgeführte Arbeiten
Die letzten ausgeführten Arbeiten umfassten im ersten Quartal 1945 Studien zur Anordnung des Fahrwerks sowie zur Rumpf-Konstruktion, zudem erwähnt der Satz eine Vorbereitung einer Rumpf-Attrappe.

### „Schweizer Bergflugzeug“-Projekte des Studienbüros für Sonderflugzeuge
- Das erste Projekt SB-1 war als reines Experimentalflugzeug gedacht.
- Über allfällige Entwürfe mit den Bezeichnungen SB-3 und SB-4 ist nichts bekannt.

## Errechnete Flugzeugdaten
- Besatzung: 2 Piloten/9 Passagiere
- Spannweite: 22 m
- Höchstgewicht: 5 t
- Flügelfläche: 55 m²
- Triebwerk: 1 × Cyclone-Sternmotor,  1000–1200 PS
- Maximalgeschwindigkeit: 250 km/h